# 八幡神社 (蓮田市上平野)
八幡神社（はちまんじんじゃ）は、埼玉県蓮田市の神社。

## 歴史
創建年代は不明である。ただ上平野村が成立したのが慶長年間（1596年 - 1615年）であること、当地にある平源寺も同時代の開山であることから、その頃に創建されたものと推測される。埼玉県道77号線の向こう側にあった「宝蔵寺」が別当寺であった。宝蔵寺は武蔵国足立郡倉田村（現・埼玉県桶川市倉田）の明星院を本寺とする真言宗の寺院であったが、明治初期の神仏分離により、廃寺に追い込まれた。跡地は墓地と地元住民の集会所が建てられている。
1873年（明治6年）、近代社格制度に基づく「村社」に列せられ、1907年（明治40年）の神社合祀により、周辺の2社が合祀された。1944年（昭和19年）、「八幡社」から「八幡神社」に改称した。
かつては、春の祭礼において獅子の頭を担いで各戸を練り歩いていたが、太平洋戦争の時に中絶して行われなくなった。

## 交通アクセス
- 路線バス八幡神社前停留所より徒歩1分。